# Indian Harbour Beach
Indian Harbour Beach es una ciudad ubicada en el condado de Brevard en el estado estadounidense de Florida. En el Censo de 2010 tenía una población de 8.225 habitantes y una densidad poblacional de 1.171,84 personas por km².

## Geografía
Indian Harbour Beach se encuentra ubicada en las coordenadas 28°9′22″N 80°35′57″O / 28.15611, -80.59917. Según la Oficina del Censo de los Estados Unidos, Indian Harbour Beach tiene una superficie total de 7.02 km², de la cual 5.49 km² corresponden a tierra firme y (21.77%) 1.53 km² es agua.

## Demografía
Según el censo de 2010, había 8.225 personas residiendo en Indian Harbour Beach. La densidad de población era de 1.171,84 hab./km². De los 8.225 habitantes, Indian Harbour Beach estaba compuesto por el 94.67% blancos, el 0.88% eran afroamericanos, el 0.21% eran amerindios, el 1.67% eran asiáticos, el 0.04% eran isleños del Pacífico, el 0.73% eran de otras razas y el 1.81% pertenecían a dos o más razas. Del total de la población el 4.8% eran hispanos o latinos de cualquier raza.